# Опчињена месецом
Опчињена месецом (енгл. Moonstruck) је америчка романтична комедија из 1987. године, режисера Нормана Џуисона, према сценарију који је написао Џон Патрик Шанли. Главну улогу тумачи Шер као удовица која се заљубљује у плаховитог, отуђеног млађег брата свог вереника, кога игра Николас Кејџ. У споредним улогама су Винсент Гарденија, Олимпија Дукакис и Дени Ајело.
Филм је објављен 18. децембра 1987. у ограниченом броју биоскопа, да би 15. јануара наредне године био пуштен у дистрибуцију широм Америке. Остварио је критички и комерцијални успех, зарадивши преко 122 милиона долара широм света. Био је номинован за шест Оскара, а победу је однео у три категорије: за најбољу главну глумицу (Шер), најбољу споредну глумицу (Олимпија Дукакис) и најбољи оригинални сценарио.

## Радња
Тридесетседмогодишња Лорета Касторини, италијанско-америчка удовица, ради као књиговођа и живи у Бруклину са својим родитељима, Козмом и Роуз, и дедом по оцу. Лоретин дечко, Џони Камарери, проси је пре одласка на Сицилију, где ће се бринути о његовој мајци на самрти. Лорета прихвата, али инсистира на пажљивом праћењу традиције јер верује да је неуспех у томе довео до изненадне смрти њеног првог мужа након две године брака.
Џони тражи од Лорете да позове његовог отуђеног млађег брата Ронија на венчање; Рони и Џони нису разговарали пет година. Лорета се враћа кући и обавештава родитеље о веридби. Козму, који води успешан водоводни посао, Џони није драг и нерадо плаћа Лоретино планирано „право” венчање. Чувши да се њеној ћерки Џони свиђа, али да га не воли, Роуз јој каже да права љубав може проузроковати да партнери лако повреде једно друго.
Лорета одлази да посети Ронија у пекари коју поседује и тамо сазнаје да он носи дрвену протезу уместо шаке од инцидента када је расејано ставио руку у секач за хлеб док је разговарао са Џонијем; Ронија је потом напустила вереница. Лорета инсистира да разговарају насамо. Одлазе у Ронијев стан, где му Лорета спрема ручак, и њих двоје почињу да пију. Лорета упоређује Ронија са вуком који би одгризао своју шапу да би избегао замку и тврди да је намерно повредио руку да би избегао лошу везу. Рони реагује бурно и страствено, љубећи Лорету; на њено изненађење, Лорета му узвраћа пољубац. Рони носи Лорету у свој кревет, где воде љубав.
Те вечери, Роузин брат Рејмонд и његова жена Рита придружују се Роуз, Козму и Козмовом оцу на вечери и питају се где је Лорета. Рејмонд се присећа посебно сјајног месеца за који верује да је био на небу када се Козмо удварао Роуз, коме сведоче и Лорета и Рони. Следећег јутра, Лорету је преплавила кривица, али Рони обећава да јој више никада неће сметати ако оде са њим на извођење Боема у Метрополитен опери. Лорета одлази у цркву да призна своје неверство, а затим позива Рејмондову и Ритину радњу да затворе касу. По одласку, импулсивно одлази у фризерски салон и купује гламурозну вечерњу хаљину и ципеле у бутику.
Лорета је дубоко дирнута представом. Напуштајући оперу, она види Козма, у пратњи његове љубавнице, Моне, и суочава се са њим. Пошто је Лорета са Ронијем, Козмо предлаже ћерки да задржи тајну њиховог сусрета. Лорета покушава да се врати кући, али је Рони очајнички наговара на још један састанак. Исте ноћи, Роуз вечера сама у ресторану и види факултетског професора, Перија, како га драматично оставља студенткиња.
Сажаливши се на Перија, Роуз га позива да вечера са њом, дозвољавајући му да је отпрати кући, али одбија да га позове унутра јер је одана свом мужу. Касније се Џони неочекивано враћа са Сицилије након „чудесног” опоравка његове мајке и састаје се са Роуз у дому Касторинијевих. Они се слажу да мушкарци јуре за женама из страха од смрти.
Враћајући се кући следећег јутра, Лорета је узнемирена кад од Роуз сазна да ће Џони ускоро бити тамо. Рони стиже, а Роуз га позива на доручак због Лоретиних приговора. Козмо и његов отац силазе са спрата; Лоретин деда инсистира да Козмо пристане да плати Лоретино венчање. Роуз се тада суочава са Козмом и захтева од њега да прекине своју аферу; он је узнемирен али попушта и, на Роузино инсистирање, такође пристаје да оде на исповедање. Њих двоје поново потврђују своју љубав једно према другом.
Рејмонд и Рита долазе, забринути што Лорета није положила новац од претходног дана у банку, али су растерећени када сазнају да је она само заборавила и да још увек има новац. Када Џони коначно стигне, он раскида веридбу, сујеверно верујући да ће њихов брак проузроковати смрт његове мајке. Лорета грди Џонија што је прекршио обећање и баца веренички прстен на њега. Рони позајмљује прстен и тражи од Лорете да се уда за њега, на шта она пристаје. Породица им наздравља шампањцем, а Џони се придружује на наговор Лоретиног деде, пошто ће он сада ипак бити део породице.

## Улоге
| Глумац               | Улога            |
| -------------------- | ---------------- |
| Шер                  | Лорета Касторини |
| Николас Кејџ         | Рони Камарери    |
| Олимпија Дукакис     | Роуз Касторини   |
| Винсент Гарденија    | Козмо Касторини  |
| Дени Ајело           | Џони Камарери    |
| Џули Бовасо          | Рита Капомаги    |
| Луис Гас             | Рејмонд Капомаги |
| Џон Махони           | Пери             |
| Феодор Шаљапин Млађи | Лоретин деда     |
| Анита Џилет          | Мона             |
| Леонардо Чимино      | Феликс           |
| Пола Труман          | Луси             |
| Џо Грифаси           | конобар          |